# Vidrio persa
Los persas de la dinastía sasánida al igual que los bizantinos trabajaron el vidrio artísticamente distinguiéndose sus productos por las incrustaciones de pedrería, los dorados y los dibujos propios de su estilo. Pero son escasísimos los ejemplares que se conservan. 
Uno de ellos es el famoso vaso persa conocido con el nombre de Copa de Cosroes I, antes llamado Copa de Salomón, formado por una pieza de cristal de roca en cuyo centro aparece grabada la figura de un monarca sentado y adicionado con vidrio que lleva piedras finas incrustadas. Esta obr a de singular mérito y rareza se halla hoy en el Gabinete de Medallas de París. 
En el tesoro de la catedral de Génova se custodia un plato de vidrio oriental y de forma exágona traído de Cesarea por los Cruzados en el 1102. Se conoce con el nombre de Sacro catino pues se decía que sirvió en la última cena. Antes del siglo XIX se creyó que estaba labrado de una gran esmeralda. Sin embargo, durante la invasión de Napoleón en 1806 se mandó llevar a París y se rompió en el traslado probando de este modo que la pieza era de vidrio.
- Datos: Q11705082